# Drakes sund

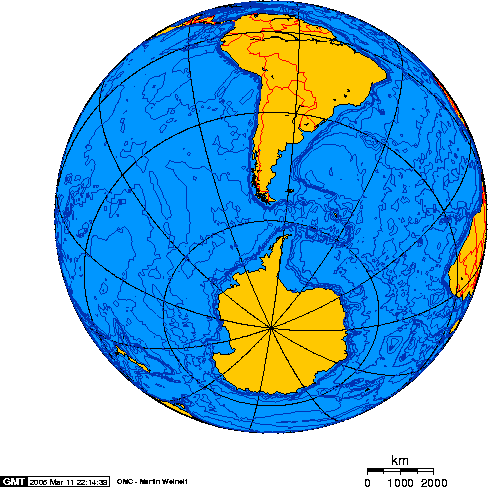
Ortografisk projektion av Drakes sund.

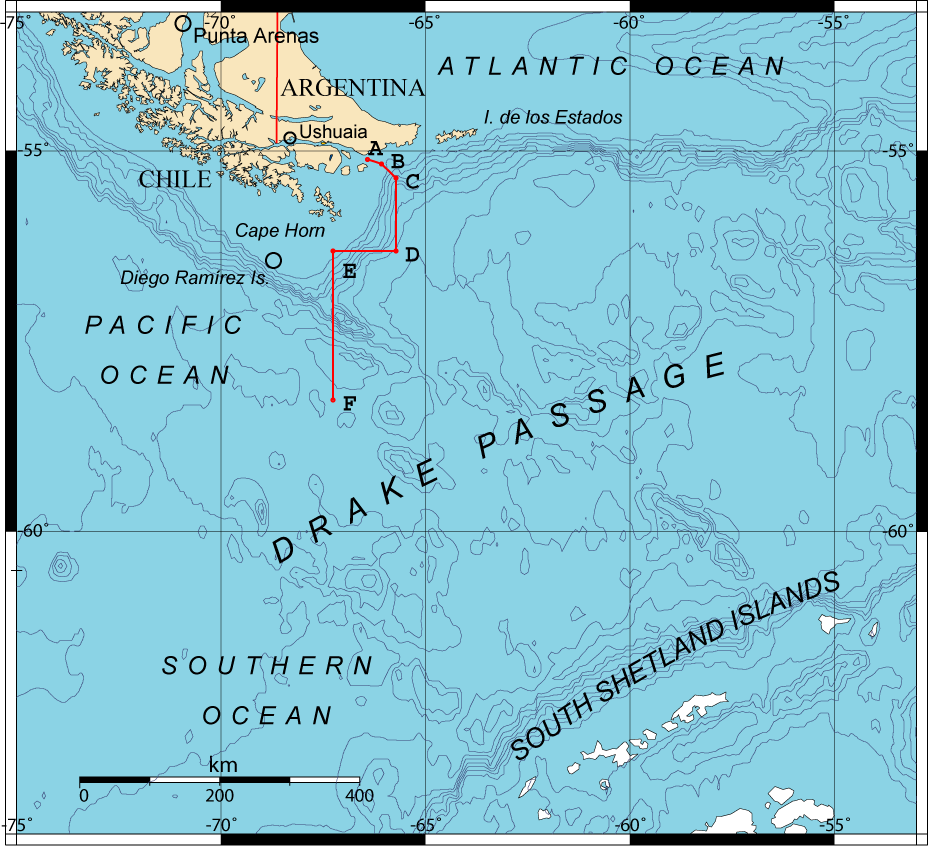

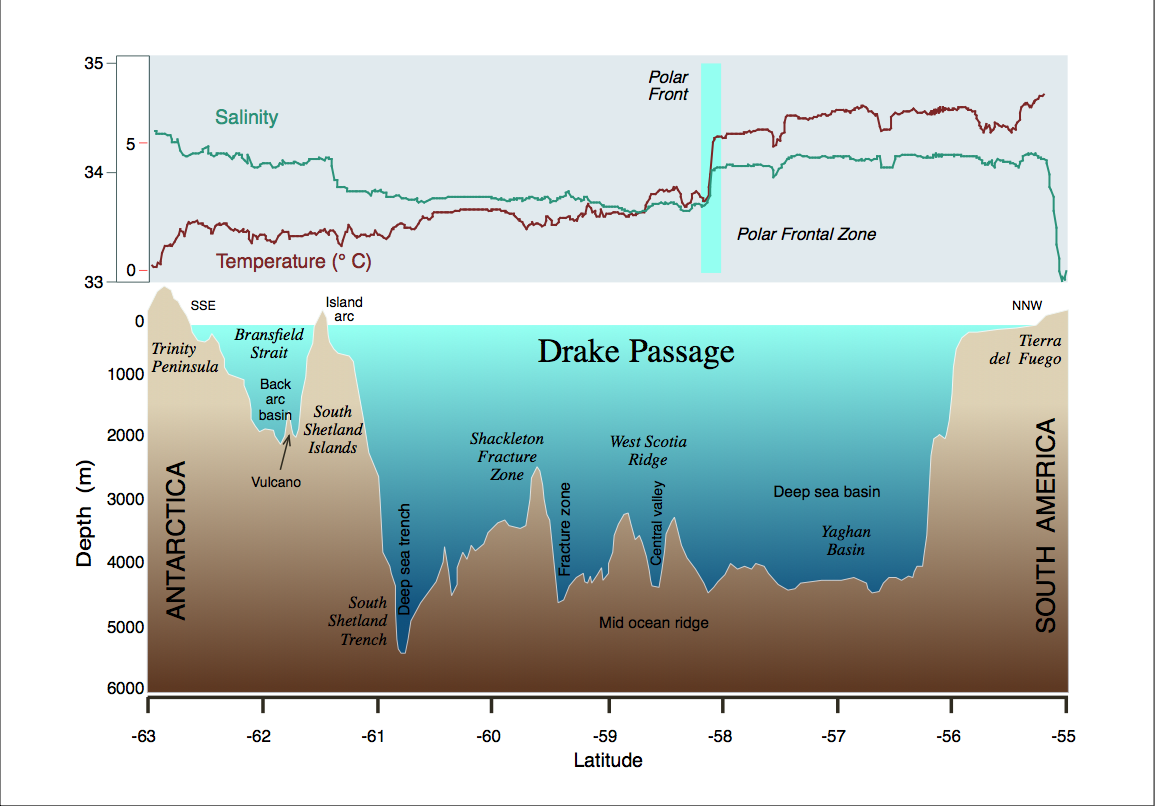

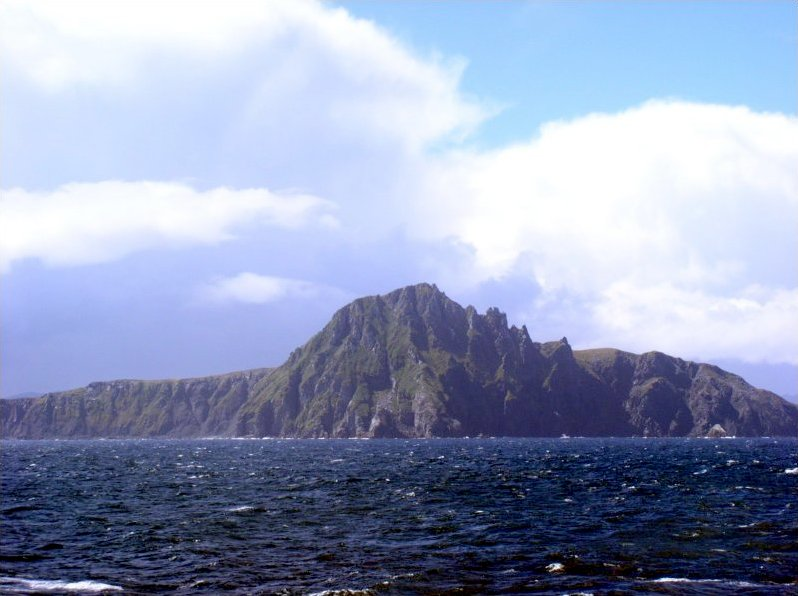
Kap Horn sett från Drakes sund.

Drakesundet, eller Drakes sund (Hocesjön:spanska: Mar de Hoces), är vattnet som skiljer Eldslandet vid Sydamerikas sydspets från Antarktiska halvön, 
Västantarktis, och samtidigt förenar Atlanten med Stilla havet. Det är 900 km brett.
Sundet har fått sitt namn efter den engelske upptäcktsresanden Francis Drake, som 1578 såg det och insåg att det var ett sund. Han passerade däremot inte genom sundet på den resan. Den förste europén som seglade där igenom var veterligen nederländaren Willem Schouten 1616. Sundet bör ej sammanblandas med Magellans sund, som löper mellan Eldslandet och det sydamerikanska fastlandet och är mycket smalare.
Passagen öppnades för cirka 41 miljoner år sedan.